# 利樂公司
利樂公司（英語：Tetra Pak International S.A.，簡稱Tetra Pak），簡稱利樂，是一家成立於瑞典的跨國食品包裝加工公司。创始人是鲁宾·劳辛。

## 產品及服務
- 產品：飲料外包裝、牛奶紙盒包、充填機器、飲料製程設備
- 服務：相關技術支援等服務[3]

## 历史
鲁宾·劳辛1929年在瑞典马尔默与埃里克·奥克伦德创立一间生产食品包装的公司，这间名为“Åkerlund & Rausing”的公司是斯堪的纳维亚半岛首家专业包装厂，1933年奥克伦德退出，公司由劳辛独营。

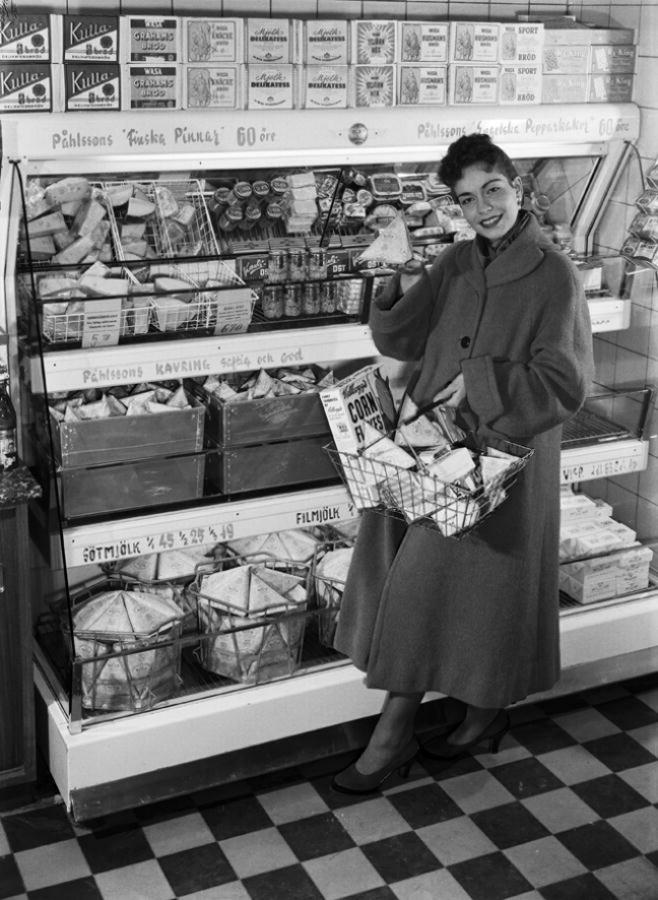
消费者购买早期利乐包

20世纪40年代初，劳辛开始构思玻璃瓶以外的牛奶包装方案。1944年，劳辛聘请的实验助理埃里克·瓦伦贝格提出了四面體包装方案，劳辛随之为此设计申请了专利。此后，劳辛的妻子伊丽莎白提出在包装密封前灌满、直接从液面封口的方案，以隔绝空气。1946年，首台四面体包装样机完工。

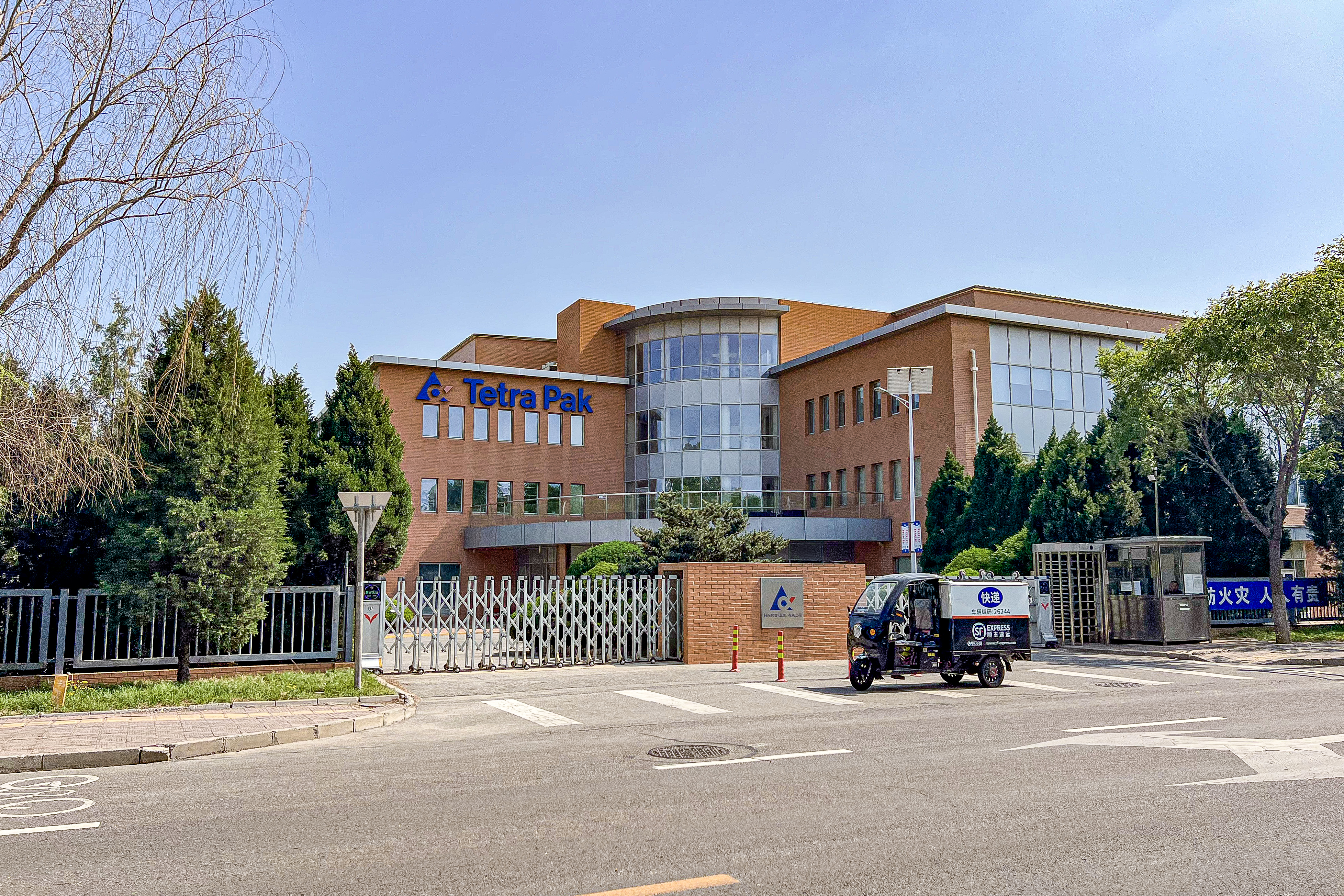
利乐包装（北京）有限公司

1951年，利乐公司在瑞典隆德成立，次年交付首台100毫升灌装机。1963年，公司推出利乐砖（Tetra Brik）包装。
1960年，利乐公司在墨西哥开设瑞典以外的首家分厂。1979年，利乐公司正式进入中国大陆。